# 议事厅 (古希腊)

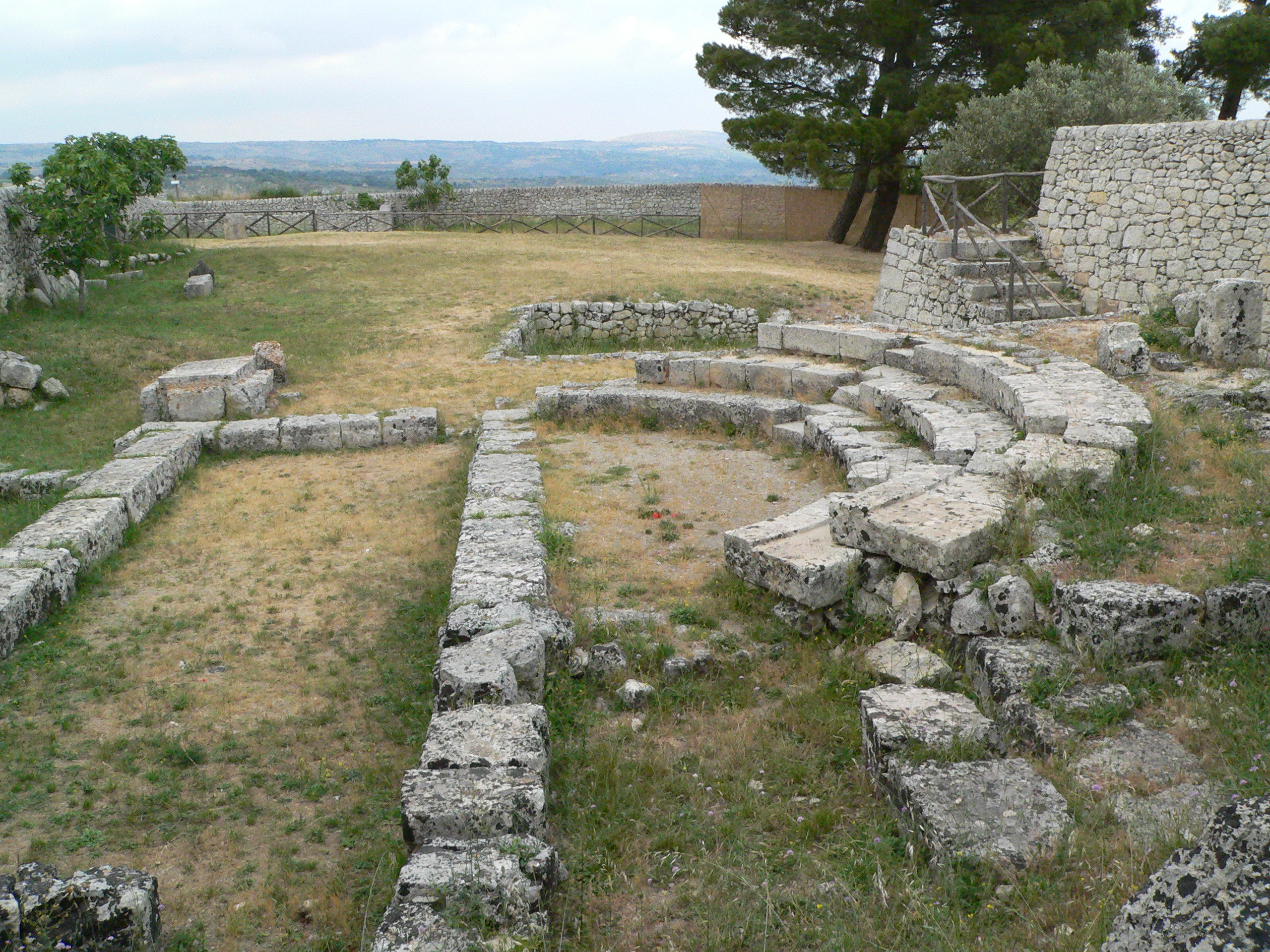
议事厅遗址，位于帕拉佐洛阿克雷伊德 (西西里)

议事厅（Bouleuterion，音譯：波雷烏特利歐），古希腊五百人会议的集会场所，参与集会的公民在此讨论并决定公共事务。其平面多为长方形，由柱子支撑。内部空间与古希腊剧场类似，有一个位于中心或正前方的演讲台，周围环绕着由阶梯式的联排座位。阶梯式座位或成半圆形平面（如米利都的遗址），或成长方形（如普里耶涅的遗址)。也存在非常简单的情况，即以环绕的条凳为座位。
由于议事厅多为长方形平面的大体量建筑，其短边可以轻松超过15m长。因此支撑其结构的柱子只好设置在内部，以帮助减少屋顶结构的跨度。
议事厅为一个城邦中心极其突出且具有代表性的形象，因此其入口空间常常设计得华丽且繁复，有时会和一个柱厅结合在一起（如米利都）。
除了以上提到的，还有其他几处古希腊议事厅建筑，它们位于阿尔巴尼亚，德尔斐（带有双半圆形后殿），以弗所，卡里亚，提洛岛，奥林匹亚，帕塔拉，帕埃斯图姆。古雅典阿哥拉市集分别有一个老议事厅和一个新议事厅。